# Lophoblatta arawaka
Lophoblatta arawaka är en kackerlacksart som beskrevs av Morgan Hebard 1929. Lophoblatta arawaka ingår i släktet Lophoblatta och familjen småkackerlackor. Inga underarter finns listade i Catalogue of Life.